# Броуновский храповик

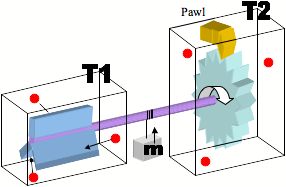
Схематическое изображение броуновского храповика.

В философии физики броуновский храповик или храповик Фейнмана — Смолуховского — это кажущийся вечный двигатель второго рода (преобразование тепловой энергии в механическую работу), впервые проанализированный в 1912 году как мысленный эксперимент польским физиком Марианом Смолуховским. Его популяризировал американский физик, лауреат Нобелевской премии Ричард Фейнман в лекции по физике в Калифорнийском технологическом институте 11 мая 1962 года, во время его серии лекций «Характер физического закона» в Корнеллском университете в 1964 году и в его тексте серии книг «Фейнмановские лекции по физике» как иллюстрация законов термодинамики. Простая машина, состоящая из крошечного гребного колеса и храпового механизма, является примером демона Максвелла, способного извлекать механическую работу из случайных колебаний (тепла) в системе, находящейся в тепловом равновесии, что нарушает второй закон термодинамики. Подробный анализ, проведённый Фейнманом и другими, показал, почему на самом деле это невозможно.

## Машина
Устройство состоит из шестерни, известной как храповой механизм, которая свободно вращается в одном направлении, но не позволяется вращению в противоположном направлении защёлкой. Храповик соединен осью с гребным колесом, которое погружено в жидкость, состоящую из молекул при температуре {\displaystyle T_{1}}. Молекулы представляют собой тепловой резервуар, в котором они совершают случайное броуновское движение со средней кинетической энергией, определяемой температурой. Предполагается, что устройство будет достаточно маленьким, чтобы импульс от одного молекулярного столкновения мог повернуть лопасть. Хотя такие столкновения имеют тенденцию к повороту стержня в любом направлении с одинаковой вероятностью, собачка позволяет храповому механизму вращаться только в одном направлении. Конечный эффект многих таких случайных столкновений, по-видимому, заключается в том, что храповик постоянно вращается в этом направлении. Затем движение храповика можно использовать для совершения работы совместно с другими системами, например, для поднятия груза (m) против силы тяжести. Энергия, необходимая для выполнения этой работы, по-видимому, будет поступать из тепловой ванны без какого-либо градиента тепла (то есть движение забирает энергию из температуры воздуха). Если бы такая машина работала успешно, её работа нарушила бы второй закон термодинамики, одна из форм которого гласит: «Ни одно устройство, работающее по циклу, не может получать тепло из одного резервуара и производить чистый объём работы».

## Ошибка в рассуждениях
Хотя на первый взгляд кажется, что броуновский храповик извлекает полезную работу из броуновского движения, Фейнман продемонстрировал, что если всё устройство находится при одной и той же температуре, храповик не будет вращаться непрерывно в одном направлении, а будет беспорядочно перемещаться вперёд и назад и, следовательно, не будет вращаться непрерывно в одном направлении и тем самым производить любую полезную работу. Причина заключается в том, что, поскольку собачка имеет ту же температуру, что и лопасть, она также будет совершать броуновское движение, «подпрыгивая» вверх и вниз. Поэтому он периодически выходит из строя из-за того, что зуб храпового механизма соскальзывает назад под собачку, пока она находится вверху. Другая проблема заключается в том, что когда собачка опирается на наклонную поверхность зуба, пружина, возвращающая собачку, оказывает на зуб боковую силу, которая стремится повернуть храповой механизм в обратном направлении. Фейнман показал, что если температура {\displaystyle T_{2}} храповика и собачки такая же, как и температура {\displaystyle T_{1}} лопасти, то частота отказов должна равняться скорости, с которой храповой механизм движется вперёд, чтобы не возникало результирующего движения в течение достаточно длительных периодов времени или в усреднённом по ансамблю смысле.
С другой стороны, если {\displaystyle T_{2}} меньше чем {\displaystyle T_{1}}, то храповик действительно будет двигаться вперед и производить полезную работу. Однако в этом случае энергия извлекается из температурного градиента между двумя тепловыми резервуарами, а некоторая часть отработанного тепла отводится в резервуар с более низкой температурой с помощью собачки. Другими словами, устройство функционирует как миниатюрная тепловая машина, в соответствии со вторым законом термодинамики. И наоборот, если {\displaystyle T_{2}} больше, чем {\displaystyle T_{1}}, устройство будет вращаться в противоположном направлении.
Модель храпового механизма Фейнмана привела к появлению аналогичной концепции броуновских двигателей, наномашин, которые могут извлекать полезную работу не из теплового шума, а из химических потенциалов и других микроскопических неравновесных источников в соответствии с законами термодинамики. Диоды являются электрическим аналогом храповика и собачки и по той же причине не могут производить полезную работу путём выпрямления теплового шума в цепи при однородной температуре.
Миллонас (англ. Millonas), а также Махато (англ. Mahato) распространили то же понятие на корреляционные храповые механизмы, управляемые средненулевым (несмещённым) неравновесным шумом с неисчезающей корреляционной функцией нечётного порядка, большей единицы.

## История
Храповый механизм с собачкой впервые обсуждались Габриэлем Липпманном как устройство, нарушающее Второй закон, в 1900 году. В 1912 году польский физик Мариан Смолуховский дал первое правильное качественное объяснение того, почему устройство выходит из строя; тепловое движение собачки позволяет зубьям храпового механизма скользить назад. Фейнман провёл первый количественный анализ устройства в 1962 году с использованием распределения Максвелла — Больцмана, показав, что если бы температура лопасти T1 была выше температуры храповика T2, оно функционировало бы как тепловой двигатель, но если бы T1 = T2, результирующего движения лопасти не будет. В 1996 году Хуан Паррондо и Пеп Эспаньол использовали вариант вышеупомянутого устройства, в котором нет храпового механизма, а только две лопасти, чтобы показать, что ось, соединяющая лопасти и храповик, передаёт тепло между резервуарами; они утверждали, что, хотя вывод Фейнмана был верным, его анализ был ошибочным из-за ошибочного использования им квазистатического приближения, что привело к неверным уравнениям для коэффициента полезного действия (КПД). Магнаско и Столовицкий (1998) расширили этот анализ, включив в него устройство с полным храповым механизмом, и показали, что выходная мощность устройства намного меньше КПД цикла Карно, заявленной Фейнманом. Статья 2000 года Дерека Эбботта, Брюса Р. Дэвиса и Хуана Паррондо повторно проанализировала проблему и распространила её на случай множественных храповых механизмов, показав связь с парадоксом Паррондо.

Парадокс Бриллюэна: электрический аналог броуновского храповика.

Леон Бриллюэн в 1950 году обсудил аналог электрической схемы, в которой вместо храпового механизма используется выпрямитель (например, диод). Идея заключалась в том, что диод будет корректировать колебания теплового тока шума Джонсона, создаваемые резистором, генерируя постоянный ток, который можно было бы использовать для выполнения работы. При детальном анализе было показано, что тепловые колебания внутри диода генерируют электродвижущую силу, которая нейтрализует напряжение от колебаний выпрямленного тока. Следовательно, как и в случае с храповиком, схема не будет производить полезной энергии, если все компоненты находятся в тепловом равновесии (при одной и той же температуре); постоянный ток будет производиться только тогда, когда диод имеет более низкую температуру, чем резистор.

## Сыпучее тело
Исследователи из Университета Твенте, Университета Патры в Греции и Фонда фундаментальных исследований материи сконструировали двигатель Фейнмана — Смолуховского, который, когда он не находится в тепловом равновесии, преобразует псевдоброуновское движение в работу с помощью сыпучего тела, которое представляет собой скопление твёрдых частиц, вибрирующих с такой силой, что система принимает газоподобное состояние. Созданный двигатель состоял из четырёх лопаток, которые могли свободно вращаться в виброожиженном сыпучем теле. Поскольку механизм храпового механизма и собачки, как описано выше, позволяли оси вращаться только в одном направлении, случайные столкновения с движущимися бортами заставляли лопасть вращаться. Кажется, это противоречит гипотезе Фейнмана. Однако эта система не находится в идеальном тепловом равновесии: постоянно подается энергия для поддержания жидкостного движения шариков. Энергичные вибрации на вершине встряхивающего устройства имитируют природу молекулярного газа. Однако в отличие от идеального газа, в котором мельчайшие частицы постоянно движутся, прекращение встряхивания просто приведёт к падению шариков. Таким образом, в эксперименте поддерживалась необходимая неравновесная среда. Однако работа не была завершена сразу; храповой эффект начался только после критической силы тряски. При очень сильной тряске лопатки лопастного колеса взаимодействовали с газом, образуя конвекционный валок, поддерживающий их вращение.